# عبدالله قطب‌شاه

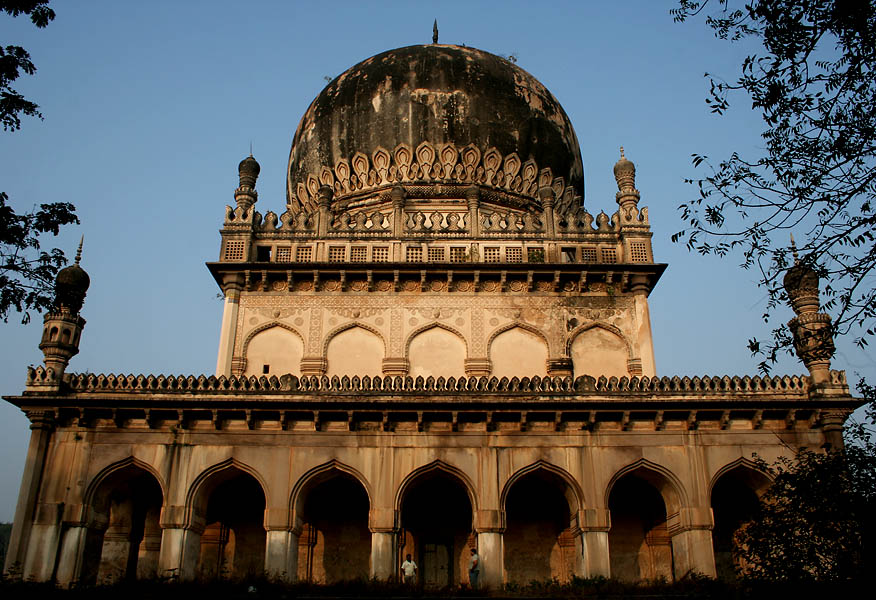
آرامگاه عبدالله قطب شاه در حیدرآباد هند.

عبدالله قطب شاه پسر سلطان محمد قطب‌شاه هفتمین فرمانروای پادشاهی گلکنده یا سلسله قطب شاهیان در جنوب هند بود که از ۱۶۲۶–۱۶۷۲ حکومت کرد.
عبدالله به چند زبان مسلط و عاشق شعر و موسیقی بود و شاعران را در دربار خود محترم می‌داشت.
عبدالله قطب‌شاه در ۱۲ سالگی به سلطنت رسید و بیشترین دوره حکومت را در سلسله قطب‌شاهی داشت. دوره ۴۶ ساله حکومت او از نظر آسایش و رفاه مردم شهرت دارد و در این دوره قلمرو قطب‌شاهیان وسعت بیشتری یافت. اما در سال‌های ۱۰۱۵ تا ۱۰۳۵ شمسی قلعه گلکنده تحت فشار شدید قشون امپراتوری گورکانی هند در دهلی قرار گرفت و خسارات بسیاری به بار آمد و از این زمان است که سلسله قطب‌شاهیان به علت درگیری با دربار دهلی رو به افول گذاشت. به‌ویژه آنکه عبدالله قطب‌شاه تحت فشار شاه‌جهان، پادشاه گورکانی هند مجبور شد تا نام ائمه و نیز نام پادشاه ایران را از خطبه‌های نمازجمعه حیدرآباد حذف کند. با این حال روابط عبدالله قطب شاه با دربار ایران همچنان بسیار صمیمانه بود و مبادله سفیر بین دو کشور ادامه یافت. از جمله «محمد قلی بیک» و «خیرات خان» و «حکیم‌الملک» از طرف وی به حضور شاه صفی رسیده و متقابلاً «امامقلی بیک» از سوی پادشاه صفوی عازم دربار دکن شد. عبدالله در نامه‌ای به شاه عباس دوم صفوی ضمن تشریح چگونگی مقاومت در برابر اورنگ زیب، فرزند شاه‌جهان از وی یاری خواست و در این نامه بذل هر گونه عنایتی از سوی ایران را «احیای سنت اجدادی و تداوم آثار حضرات ائمهٔ هدی» خوانده‌است.
گورکانیان هند هرگز حکومت‌های مسلمان دکن را به‌عنوان سلاطین مستقل به رسمیت نشناختند و در صدد بودند که آنها را چه از نظر مذهبی و چه سیاسی به اطاعت خود درآوردند. اورنگ‌زیب در صدد انقراض خاندان شیعی مذهب قطب‌شاهی بود و دو بار در سالهای ۱۶۵۶ م و ۱۶۸۷ م دست به محاصرهٔ گلکنده زد که در بار دوم پس از یک محاصرهٔ طولانی هشت‌ماهه و با استفاده از خیانت یکی از اطرافیان عبدالله به نام «عبدالله خان پونی» موفق به تسخیر این قلعهٔ معروف و تاریخی شد و بدین ترتیب حکومت قطب شاهیان در سال ۱۶۸۷ م منقرض و تاناشاه ابتدا به بیدر و سپس به دولت‌آباد (اورنگ‌آباد کنونی) تبعید شد. گروهی معتقدند که در هنگام تبعید عبدالله قطب‌شاه، اقوام «ماراتا» که با حکومت مرکزی هند ضدیت داشتند در صدد آزادی و به قدرت رسانیدن دوبارهٔ وی برآمدند و به همین جهت و با کشف این توطئه، اورنگ‌زیب دستور داد که او را به قلعهٔ «گاوالیور» منتقل کنند. عبدالله قطب‌شاه پس از سیزده سال اسارت و سختی به سال ۱۷۰۰ م در زندان درگذشت و در خُلدآباد به خاک سپرده شد. پس از عبدالله قطب‌شاه، «جان صفرخان سبزواری» و سپس «مبرزعلی خان» از امیران اورنگ‌زیب و نیز پسرش «رستم دیل خان» به سمت فرماندار دکن منصوب شدند و مرکز حکومت این ناحیه برای مدتی به شهر اورنگ‌آباد منتقل شد.
عبدالله قطب‌شاه پسری نداشت از این رو یکی از سه داماد او، یعنی ابوالحسن قطب‌شاه معروف به «تاناشاه» در سال ۱۶۷۲ م به حکومت دکن رسید که آخرین پادشاه سلسلهٔ قطب‌شاهیان است.